# Chiropodomys karlkoopmani
Chiropodomys karlkoopmani е вид гризач от семейство Мишкови (Muridae). Видът е застрашен от изчезване.

## Разпространение
Разпространен е в Индонезия (Суматра).

## Описание
Популацията на вида е намаляваща.